# Bauern Freund Print Shop
Der Bauern Freund Print Shop ist ein historisch bedeutsames Gebäude im Marlborough Township, Montgomery County, Pennsylvania.
Der Architekt des 1838 errichteten Backsteingebäudes ist unbekannt. Der Bauern Freund Print Shop weist in der Gestaltung Stilelemente aus Georgianischer Architektur, Federal Style und Viktorianischer Architektur auf. Das Haus diente Enno Benner von 1845 bis 1858 als Druckerei und Redaktion für die den Demokraten nahestehende deutschsprachige Zeitung Der Bauern Freund. Benner publizierte von hier aus zudem religiöse und patriotische Texte sowie Erziehungsbücher.
Das Haus wurde am 26. Juli 1982 als Baudenkmal in das National Register of Historic Places aufgenommen.